# Libro Nono della Metafisica
Il Libro Nono della Metafisica (Teta) di Aristotele può essere considerato un trattato sulla dottrina della "potenza" e dell'"atto". A questo argomento il filosofo greco aveva già dedicato una breve trattazione nel quinto libro della Metafisica.
Nel nono libro, lo Stagirita formula e sistematizza la dottrina della potenza e dell'atto, una delle più originali ed interessanti di tutto il suo pensiero. Con tale dottrina, Aristotele risolve da un punto di vista metafisico il problema del divenire.

A Parmenide, che affermava che il divenire fosse mera apparenza poiché considerava impossibile il passaggio dall'essere al non essere e viceversa, Aristotele replica che questa interpretazione deriva da una concezione univoca dell'essere. Invece l'essere, afferma lo Stagirita, si dice in molti sensi:
- l'essere come accidente,
- l'essere come vero e come falso,
- l'essere come potenza e come atto
- e, più importante tra tutti, l'essere come le categorie.

Dunque, l'atto e la potenza sono modi in cui si dice l'essere. L'intuizione fondamentale che sta alla base della dottrina è che ogni ente diviene, cambia. Questo mutamento però è reso possibile da una proprietà intrinseca dell'ente, che esisteva già prima del mutamento stesso. Per esempio, un cuscino può essere compresso, ma questo presuppone che esso possegga già da prima la capacità di essere compresso. 
- Questo è un caso di potenzialità passiva, perché il cuscino può subire un mutamento da parte di un agente esterno. Lo stesso discorso sarà valido per un pezzo di legno, che può essere bruciato, la lana, che può essere filata, il marmo, che può essere intagliato.
- Vi sono poi i casi di potenzialità attiva, cioè quelli in cui un ente subisce un mutamento ad opera di sé stesso: è il caso del seme che ha la "capacità" (potenzialità, dice Aristotele) di crescere e divenire frumento, o dell'embrione di divenire uomo. Lo stadio in cui il mutamento preso in considerazione sarà realizzato, sarà lo stadio dell'atto.

Per esempio, un pezzo di marmo è una statua in potenza e la statua è statua in atto. Un vedente che ha gli occhi chiusi è un vedente in potenza e quando avrà gli occhi aperti sarà vedente in atto. Un seme sarà frumento in potenza e, giunto allo stadio di pianta, sarà frumento in atto. Un embrione umano è uomo in potenza e, giunto ad un compiuto grado di sviluppo, sarà un uomo in atto.
Un aspetto fondamentale della dottrina di potenza ed atto che non può essere tralasciato è che di potenza ed atto non si può dare definizione: li si può intuire, dice Aristotele, solo mediante lo strumento filosofico dell'analogia.
| Controllo di autorità | VIAF (EN) 213388480 · GND (DE) 4300722-3 |